# Katzenloch (Kempfeld)
Katzenloch ist eine kleine Ortschaft im Landkreis Birkenfeld in Rheinland-Pfalz. Sie ist Teil der Ortsgemeinde Kempfeld und hat etwa 75 Einwohner. 
Erste Erwähnung findet Katzenloch 1758. Der Rheingraf zu Rheingrafenstein erteilte den „Hüttenbesitzern Gebrüder Stumm zu der Asbacher Schmelz und Hämmer“ in einer Erbbestandsurkunde die Erlaubnis, im Katzenloch einen Weiher anzulegen, um die von Allenbach und Sensweiler kommenden Bäche aufzunehmen und damit ein Hammerwerk zu betreiben.
Außerdem befindet sich in Katzenloch ein Wasserfall. Neben dem Wasserfall ist der sogenannte Treff am Wasserfall, der sich nahe dem ehemaligen Sägewerk befindet.
Die Steinbach fließt außerdem unter dem Gebäude des Sägewerkes hindurch.